# صورة سيدة (فلم)
صورة سيدة  (بالإنجليزية: The Portrait of a Lady) هو فيلم دراما تم إنتاجه في المملكة المتحدة والولايات المتحدة وصدر في سنة 1996. الفيلم من إخراج جين كامبيون من بطولة نيكول كيدمان وجون مالكوفيتش وماري-لويز باركر وشيلي وينترز وجون غيلغد. الفيلم هو اقتباسٌ لرواية هنري جيمس التي تحمل نفس الاسم.

## الممثلون والشخصيات
- نيكول كيدمان
- جون مالكوفيتش
- ماري-لويز باركر
- شيلي وينترز
- جون غيلغد
- شيلي دوفال
- ريتشارد جرانت
- فيجو مورتينسين
- كريستيان بيل

## الميزانية والإيرادات
حقق أرباحا تقدر بـ 3,692,836, دولار.

## وصلات خارجية
- صورة سيدة على موقع IMDb (الإنجليزية)
- صورة سيدة على موقع ميتاكريتيك (الإنجليزية)
- صورة سيدة على موقع الموسوعة البريطانية (الإنجليزية)
- صورة سيدة على موقع روتن توميتوز (الإنجليزية)
- صورة سيدة على موقع نتفليكس (الإنجليزية)
- صورة سيدة على موقع قاعدة بيانات الأفلام العربية
- صورة سيدة على موقع ألو سيني (الفرنسية)
- صورة سيدة على موقع Turner Classic Movies (الإنجليزية)
- صورة سيدة على موقع أول موفي (الإنجليزية)
- صورة سيدة على موقع بوكس أوفيس موجو (الإنجليزية)